# لوران دوهاميل
لوران دوهاميل (بالفرنسية: Laurent Duhamel)‏ (مواليد 10 أكتوبر 1968 في روان) حكم كرة قدم فرنسي . قرر الاتحاد الدولي لكرة القدم اعتماده حكما دوليا في سنة 1999 .

## روابط خارجية
- لوران دوهاميل على موقع Soccerway.com (الإنجليزية)